# Eois plumbacea
Eois plumbacea là một loài bướm đêm trong họ Geometridae.